# VQ
VQ – Videnskabsquiz for hele hjernen var et dansk underholdningsprogram som første gang blev sendt på DR1 i april 2006. Værterne for programmet hed Puk Elgård og Peter Hald.
To deltagere med hver sit speciale bliver i første del af programmet begge udspurgt af værten indenfor eget fagområde, hvorefter anden del består af en almen viden-del taget fra det naturvidenskabelige område. Der afsluttes med en lille finale-opgave, hvor vinderen kan gå hjem med det beløb i kontanter, som vedkommende har sparet op i løbet af programmet.